# Ave Maria (film, 1953)
Pour les articles homonymes, voir Ave Maria.
Pour plus de détails, voir Fiche technique et Distribution.
Ave Maria est un film allemand réalisé par Alfred Braun, sorti en 1953.

## Fiche technique
- Titre : Ave Maria
- Réalisation : Alfred Braun
- Scénario : Harald Braun et Wolf Neumeister (de)
- Pays d'origine :  Allemagne de l'Ouest
- Format : Noir et blanc - Mono
- Durée : 93 minutes
- Date de sortie : 1953

## Distribution
- Zarah Leander : Karin Twerdy, une ancienne chanteuse de concert devenue chanteuse de cabaret
- Hans Stüwe : Dietrich Gontard, un industriel qui s'éprend d'elle
- Marianne Hold : Daniela Twerdy, la fille de Karin
- Hilde Körber : Sœur Benedikta
- Carl Wery : le docteur Melartin
- Ingrid Pan : Christa Gontard, la fille de Dietrich
- Hans Henn : Thomas Gontard, le fils de Dietrich
- Hedwig Wangel : la serveuse
- Charlotte Scheier-Herold : Sœur Luitgard
- Béatrice Picard : Sœur Ursula
- Ernst Stahl-Nachbaur : le docteur Rieser
- Josef Sieber : Conny, un artiste
- Hans Stiebner : Hanke
- Berta Drews : Kerstin Melartin
- Elisabeth Wendt : Lisa Nilsson
- Etta Braun : Selma
- Zita Uhl : Sœur Beata
- Ingeborg von Freyberg : Sœur Gundula
- Ernst Rotmund
- Nikolaus Ellin
- Alfred Braun
- Elisabeth Wardt
- Maria Offermanns